# Yoshi (소설가)
Yoshi(요시)는 일본의 남성 휴대폰 소설가이다. 휴대폰 소설의 시초가 되었다고 불 수 있는 Deep Love 시리즈로 알려져 있으며, 휴대폰 소설의 아버지, 휴대폰 소설의 선구자, 모바일 문학의 선구자적 존재라고 불린다.

## 경력

### 2000년 (휴대 전화 사이트의 시작)
학원의 전임 교사였던 그는, 이익만을 중시하는 기업과 직속 상사와의 갈등으로 인해 35세의 나이에 실업자가 되었다. 그 후 1년동안 실업 보험과 쌀가게를 운영하는 언니 부부를 돕는 것으로 연명했다. NTT 도코모의 i 모드 대응 휴대 전화를 사용할 때, "이것은 TV를 넘어선 것"이라며 충격을 받았다. 휴대 전화 사이트에 대한 사업 구상을 시작해 2000년 1월 1일 유한 회사 자분을 설립했다.
2000년 당시 i 모드를 지원하는 카메라폰은 판매되지 않았지만, 다른 장치를 사용함으로써 휴대폰에 사진을 캡처할 수 있었다. 요시는 휴대폰 사이트를 스스로 시작하였다. 10만엔으로 중고 PC와 디지털 카메라를 구입하고 매일 시부야 센터 거리를 가는 젊은이에게 "사이트를 만들기 때문에 사진을 찍게 해달라"고 얘기했다. 이 활동을 3개월 계속하여 200여명의 젊은 남녀의 사진을 촬영하는 데 성공했다. 이 사진을 각 사진에 붙이는 메시지가 사이트의 컨텐츠 하나가 되었다.
2000년 5월, 휴대폰 사이트 "Zavn"을 시작하였다. 사이트 설립 당초는 1일 5 ~ 10명 정도 밖에 방문자가 없었으나, 시부야 센터 거리에서 사이트의 URL을 써서 전단지를 배부하고 2,000명 이상의 여고생 명함을 배부하여 선전하였다.  사이트에 게재된 디지털 사진이 200인분에 도달했을 무렵, 사이트 조회수 10만 건을 넘었다. 2000년 7월, 시부야 센터 거리에 사무소를 설립하였다.

### 2000년 ~ 2003년 (작가 데뷔, "Deep Love" 시리즈)
요시는 i 모드 휴대 전화에 연재 소설 개시하기로 했다. 연재 소설 형식을 선택한 이유는 당시의 i 모드에서 한 번에 전송 가능한 데이터량은 1,600자(원고지 2 장 분량)라는 기술적인 제약 때문이었다.
2000년 5월부터 주간으로 "Deep Love 아유의 이야기"를 연재하여 개시하였다. 17세의 나이에 원조 교제를 반복하는 주인공이 어떤 만남을 계기로 비난 받기도 하면서도 조금씩 마음을 가지고 돌아가 사랑을 찾아 나서는 이야기이다. 2001년 8월 시리즈 제2탄 "Deep Love 호스트", 같은 해 10월 제3탄 " Deep Love 레이나의 운명"을 개시하였다. 10대를 중심으로 하여금 입소문으로 화제를 모으고 3년 후에는 2,000만 액세스를 기록했다.
요시은 Zavn의 메일 매거진을 통해 독자에게 개시할 소설 목록을 유지하고, 공식 매장을 열고 영화도 제작한다는 구상을 밝혔다. 우선, "Deep Love" 각부의 1장에 해당하는 내용만 Zavn 사이트에 게재하고 나머지는 유료화했다. 휴대 전화 소설 뿐만 아니라 도서화로 단행본으로 나왔다. 2000  11월에 문고판 "아유의 이야기"를 간행하고 인터넷 판매를 실시하였다. 문고판의 반향은 크고, 2001년 8월 하드 커버 버전을 발표했다. 그로부터 2개월 간격으로 "호스트" "레이나의 운명"의 하드 커버 판이 발행되었다. 하드 커버 버전의 각 도서는 통신 판매, 3부 총 10만부를 발송했다. 또한 3부 모두 그 내용을 전혀 변경하지 않고 그대로 도서화되었다. 하드 커버 버전의 발행과 함께 "Zavn 숍"을 2001년 10월에 개장하였다. "Deep Love"의 출판의 성공 이후 여러 출판사에서 책을 판매하는 이벤트가 있었지만, 일반 서적화로는 전국 판매 조건으로 재검토를 요구했다. 또한 출판사가 제시한 예정 발행 부수는 직접 출판한 10 만부에는 훨씬 못 미쳤다. 출판사와의 협상은 잘 되지 않고, 요시 스스로 출판사 찾아 스타트 출판과 계약을 맺었다.
스타트 출판사 내에서도 "Deep Love"에 포함되는 성적 묘사나 폭력 묘사 등 과격한 표현을 연재 때와 다르게 또는 그대로 간행하기로 의견이 갈렸다. 요시는 스타트 출판사 담당자에게 독자로부터 도착한 메일을 읽고, 원문으로 발행하자고 설득하여, 결국 원문으로 발행하게 되었다. 2002년 12월에 새로운 사이드 스토리를 추가하여 "Deep Love 완전판 아유의 이야기"를 출판하였다. 출판 후 3개월만에 발행 부수 10만부를 돌파했다. 2003년 3월에 "Deep Love 완전판 두 번째 부분 호스트", 6월에 "Deep Love 완전판 세 번째 부분 레이나의 운명" "Deep Love 특별판 파오의 이야기"가 잇따라 출간됐다. "Deep Love" 시리즈는 일반 서적 판매 순위 상위권을 유지하며 2004년 12월 250만부의 판매량을 돌파했다.
2004년부터 2006년에 걸쳐 별책 프렌드로 요시 유우는 "유나의 이야기" "제2부 호스트" "제3부 레이나의 운명", 2006년 구로사와 아쿄는 "파오의 이야기"를 만화화하였다. "제2부 호스트"는 영 매거진에서"Deep Love ~ ReAL"이라는 제목으로 연재되었다.

#### 영화 · 드라마
요시는 이전부터 꿈이었던 "Deep Love 아유의 이야기"의 영화화를 진행했다. 먼저 2002년 5월 요시 자신이 감독, 각본을 맡은 Zavn 기획 센터 필드 주식 회사 제작의 비디오 버전이 공개되었다. 주연과 엑스트라는 Zavn 메일 매거진을 통해 공모하여 1,300명의 응모자 중에서 오디션을 실시했다. 주인공의 유나 역에는 아이카와 미사오가 발탁됐다. VHS화된 작품은 Zavn 사이트 및 Zavn 매장에서 직접 판매, 2004년 9월까지 2만개를 판매하였다.
비디오 판의 경험을 바탕으로 스타트 출판과 오리콘 제작 협력을 얻어, 영화판 제작도 행해졌다. 이번에도 요시가 총 감독, 각본, 연출을 맡아 출연자도 오디션에서 뽑혔다. 유나 역할은 1600명의 응모자 중에서 패션 모델의 시게이즈미 미카가 발탁됐다. 또한 음악 프로듀서로 가와시마 아이를 영입했다. 요시는 영화 개봉에 앞서 Zavn 영화 공개 "응원 메일"을 휴대 전화로 전송 받아 해당 주소 목록을 가지고 전국의 영화관에 영화 개봉을 위해 교섭하려는 "100만명 응원 메일 프로젝트"를 실시했다. 영화는 2004년 4월 3일 개봉하였다.
2004년 10월부터 12월에 걸쳐 TV 도쿄 계열에서 TV 드라마 판 "Deep Love 아유의 이야기"가 방송되었다. 주역으로 당시 현역 여고생이였던 이와사 마유코가 발탁되었다. 요시는 드라마의 총 감독과 내레이터를 맡았다.

### 2004년 ~ 2005년 ("좀 더, 살고 싶어..." "연애 이야기")
2004년 12월 21일 스타트 출판에서 "좀 더, 살고 싶어..."가 발표되었다. 첫회 출하 수는 30만 부였다. 이 작품은 "Deep Love"와 같은시기에 "메이루"라는 제목으로 Zavn 사이트에 연재되고 있던 이야기를 바탕으로 대폭 수정이 된 작품이다. 출시 3주 만에 50만 부가 팔렸고, 2005년에는 문예서의 전국 서점 판매 1위를 획득하였다. 주간 영 점프에서 나카 마사토에 의해, 마가렛에서 안도 유키에 의해 만화화되었다.
2005년 8월 10일 첫 신작 연애 소설 "연애 이야기 빨강" "연애 이야기 파랑"을 발표하였다. "빨강", "파랑" 각각 1개월 판매 부수 100만부를 돌파했다. 책에는, 고다 구미의 싱글 flower(작사 요시)가 주제가로 기용됐다. 책에 주제가가 붙는 것은 업계 최초의 시도였다. 또한 싱글은 오리콘 주간 차트 최고 4위를 기록했다.

### 2006년 ~ 2007년 ("날개가 꺾인 천사들", "LAST LOVE")
2006년 2월 신작 소설 "날개가 꺾인 천사 하늘" "날개가 꺾인 천사들 바다"를 발표하였고, 같은 해 2 월 후지 TV에서 우에토 아야, 호리키타 마키, 야마다 유, 우에노 주리가 주연으로 드라마화되었다. 4일 밤 연속 옴니버스 드라마로 방송되어 심야 방송에도 불구하고 평균 시청률 13% (간토 지구, 비디오 리서치 조사)를 기록했다. 다음 해인 2007년에는 요시가 새롭게 쓴 "별"을 원작으로 이시하라 사토미, 토다 에리카, 카토 로사, 카리나 주연으로 드라마화되었다.
2007년 3월, 3년만의 장편 소설 "LAST LOVE"를 발표하였다. 같은 해, 타무라 마사카즈, 이토 미사키 주연으로 영화화되었다. 이후, 요시의 활동은 끊겼다.

## 작품
- Deep Love
  - Deep Love 아유의 이야기 (2002년 12월 발행, 스타트 출판)
  - Deep Love 호스트 (2003년 5월 발행, 스타트 출판)
  - Deep Love 레이나의 운명 (2003년 7월 발행, 스타트 출판)
  - Deep Love 특별편 파오의 이야기 (2003년 7월 발행 스타트 출판)
  - Dear Friends 리나 & 마키 (2003년 8월 발행, 스타트 출판)
  - Dear Friends (2006년 12월 발행, 고단샤 문고) (개제)
- 좀 더, 살고 싶다... (2004년 12월 발행, 스타트 출판)
- 연애 이야기
  - 연애 이야기 빨강 (2005년 8월 발행, 스타트 출판)
  - 연애 이야기 파랑 (2005년 8월 발행, 스타트 출판)
- 날개가 꺾인 천사들
  - 날개가 꺾인 천사들 바다 (2006년 2월 발행, 후타바샤)
  - 날개가 꺾인 천사들 하늘 (2006년 2월 발행, 후타바샤)
  - 날개가 꺾인 천사들 별 (2006년 12월 발행, 후타바샤)
- LAST LOVE (2007년 3월 13일, 고단샤)

### 영상화 작품
- Deep Love
- 날개가 꺾인 천사들
- Dear Friends 리나 & 마키 / 디어 프렌즈
- LAST LOVE

### 작사
- 데이 애프터 투모로우 "Dear Friends" (avex trax, 2003년 12월 17일)
  - PV 감독도 담당하였다.

- 고다 구미 "flower" (rhythm zone, 2005년 8월 10일)
  - "연애 이야기"의 주제가, CM송.

- 신화 "우리들의 마음에는 태양이 있다" (콜롬비아 뮤직 엔터테인먼트, 2006년 6월 14일)

## 라디오 출연
- 요시 · 인생을 바꾸는 라디오 (닛폰 방송, 2003년 10월 ~ 2004년 3월)